# Pudong

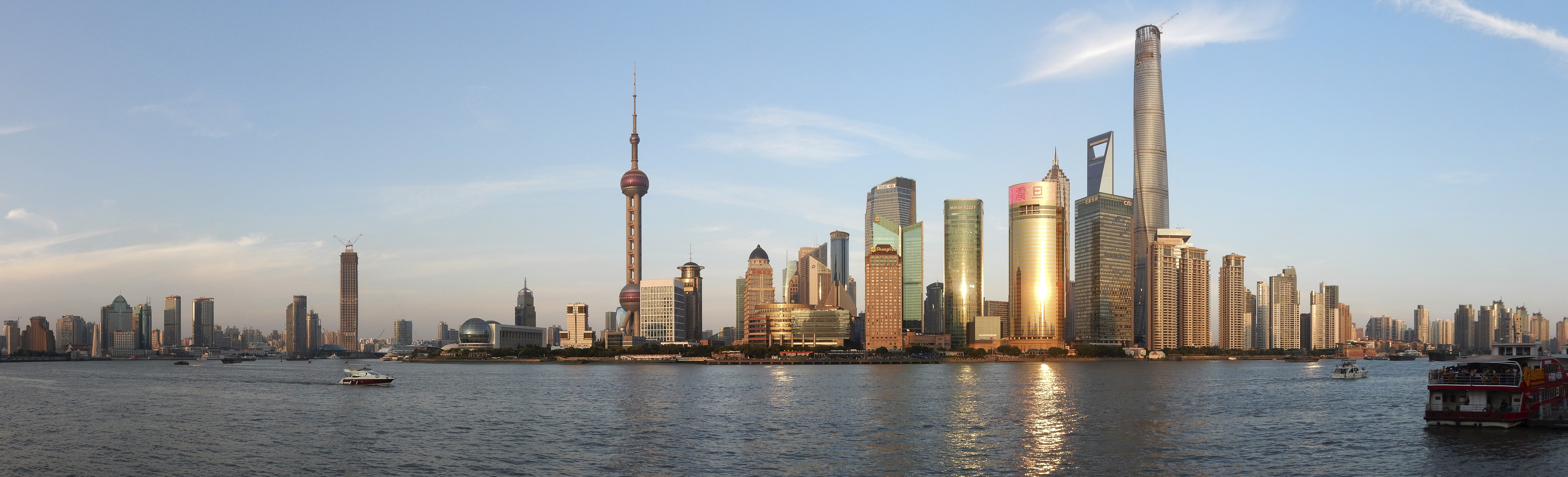
Pudong und Huangpu-Fluss

Pudong

Pudong (chinesisch 浦東新區 / 浦东新区, Pinyin Pǔdōng Xīn Qū – „Neuer Stadtbezirk östlich des Huangpu-Flusses“) ist ein Stadtbezirk der chinesischen Metropole Shanghai in der Volksrepublik China. Pudong hat – nach seiner Erweiterung durch den aufgelösten Stadtbezirk Nanhui – 5.681.512 Einwohner (Stand: Zensus 2020) auf einer Fläche von 1.698 km². Die Bevölkerungsdichte beträgt 3.346 Einwohner/km². Pudong ist ein sehr junger Stadtbezirk: Erst 1990 wurde mit dem Aufbau des bis dahin dünnbesiedelten Areals begonnen, der dann jedoch in eindrucksvollem Tempo vonstattenging.
Im äußersten Osten des Stadtbezirks entsteht die Planstadt Nanhui, ein weltweit beachtetes Projekt der Stadtplanung.

## Administrative Gliederung
Auf Gemeindeebene setzt sich Pudong aus 12 Straßenvierteln und 24 Großgemeinden zusammen. Diese sind:
- Straßenviertel Huamu (花木街道), Regierungssitz des Stadtbezirks;
- Straßenviertel Dongminglu (东明路街道);
- Straßenviertel Hudong Xincun (沪东新村街道);
- Straßenviertel Jinyang Xincun (金杨新村街道);
- Straßenviertel Lujiazui (陆家嘴街道);
- Straßenviertel Nanmatoulu (南码头路街道);
- Straßenviertel Puxinglu (浦兴路街道);
- Straßenviertel Shanggang Xincun (上钢新村街道);
- Straßenviertel Tangqiao (塘桥街道);
- Straßenviertel Weifang Xincun (潍坊新村街道);
- Straßenviertel Yangjing (洋泾街道);
- Straßenviertel Zhoujiadu (周家渡街道);
- Großgemeinde Beicai (北蔡镇);
- Großgemeinde Caolu (曹路镇);
- Neue Großgemeinde Chuansha (川沙新镇);
- Großgemeinde Datuan (大团镇);
- Großgemeinde Gaodong (高东镇);
- Großgemeinde Gaoqiao (高桥镇);
- Großgemeinde Gaohang (高行镇);
- Großgemeinde Hangtou (航头镇);
- Großgemeinde Heqing (合庆镇);
- Großgemeinde Huinan (惠南镇);
- Großgemeinde Jinqiao (金桥镇);
- Großgemeinde Kangqiao (康桥镇);
- Großgemeinde Laogang (老港镇);
- Großgemeinde Nanhui New City (南汇新城镇);
- Großgemeinde Nicheng (泥城镇);
- Großgemeinde Sanlin (三林镇);
- Großgemeinde Shuyuan (书院镇);
- Großgemeinde Tang (唐镇);
- Großgemeinde Wanxiang (万祥镇);
- Großgemeinde Xinchang (新场镇);
- Großgemeinde Xuanqiao (宣桥镇);
- Großgemeinde Zhangjiang (张江镇);
- Großgemeinde Zhoupu (周浦镇);
- Großgemeinde Zhuqiao (祝桥镇).

## Wirtschaft
Pudong gilt als der neue Wirtschafts- und High-Tech-Bezirk Shanghais, das Wirtschaftswachstum lag im Durchschnitt seit 1990 über 20 Prozent. Bisher wurden über 40 Milliarden Dollar von Unternehmen außerhalb Chinas in Pudong investiert. Der Zhangjiang Hi-Tech Park profiliert sich als Standort für die Entwicklung von Bio-, IT- und Mikroelektroniktechnologien. Auch die Batteriezell- und Elektroautofabrik Tesla Gigafactory 3 liegt dort. 
In der Lujiazui Finanz- und Handelszone befinden sich internationale finanzielle Institutionen und zahlreiche Wolkenkratzer wie der 421 m hohen Jin Mao Tower oder das 492 Meter hohe Shanghai World Financial Center sowie der 468 m hohe Oriental Pearl Tower, ein ungewöhnlich konstruierter Fernsehturm. Der Shanghai Tower, der 632 m hoch ist, war 2022 der vierthöchste Wolkenkratzer der Welt und der höchste Chinas. Pudong gilt neben Manhattan, Central (Hongkong) und einigen Bezirken von Dubai und Tokio als Ort mit den meisten Wolkenkratzern pro Quadratkilometer.

## Verkehr
Pudong ist der weltweit einzige Ort, der eine Magnetschwebebahn im öffentlichen Verkehr betreibt, den Transrapid Shanghai (Shanghai Maglev Train), die den knapp 30 Kilometer östlich gelegenen modernen Flughafen Shanghai-Pudong mit der Metrostation Lóngyáng-Straße im Stadtbezirk Pudong und dem Messezentrum Shanghai New International Expo Centre (SNIEC) im 15-Minuten-Takt verbindet. Nachteilig ist allerdings, dass diese Station rund 6 Kilometer entfernt vom wirtschaftlichen Zentrum Pudongs liegt.
Pudong ist zu erreichen mit der Shanghai Metro
- Line 2.
- Line 4.
- Line 6.
- Line 7.
- Line 8.
- Line 9.
- Line 11.
- Line 12.
- Line 13.
- Line 16.

## Bildung
Die in Qingpu hauptansässige Deutsche Schule Shanghai betrieb bis Ende 2019 in Pudong eine Zweigstelle, die seit Januar 2020 in den Stadtteil Yangpu umgezogen ist und seit dem dort operiert.

## Galerie

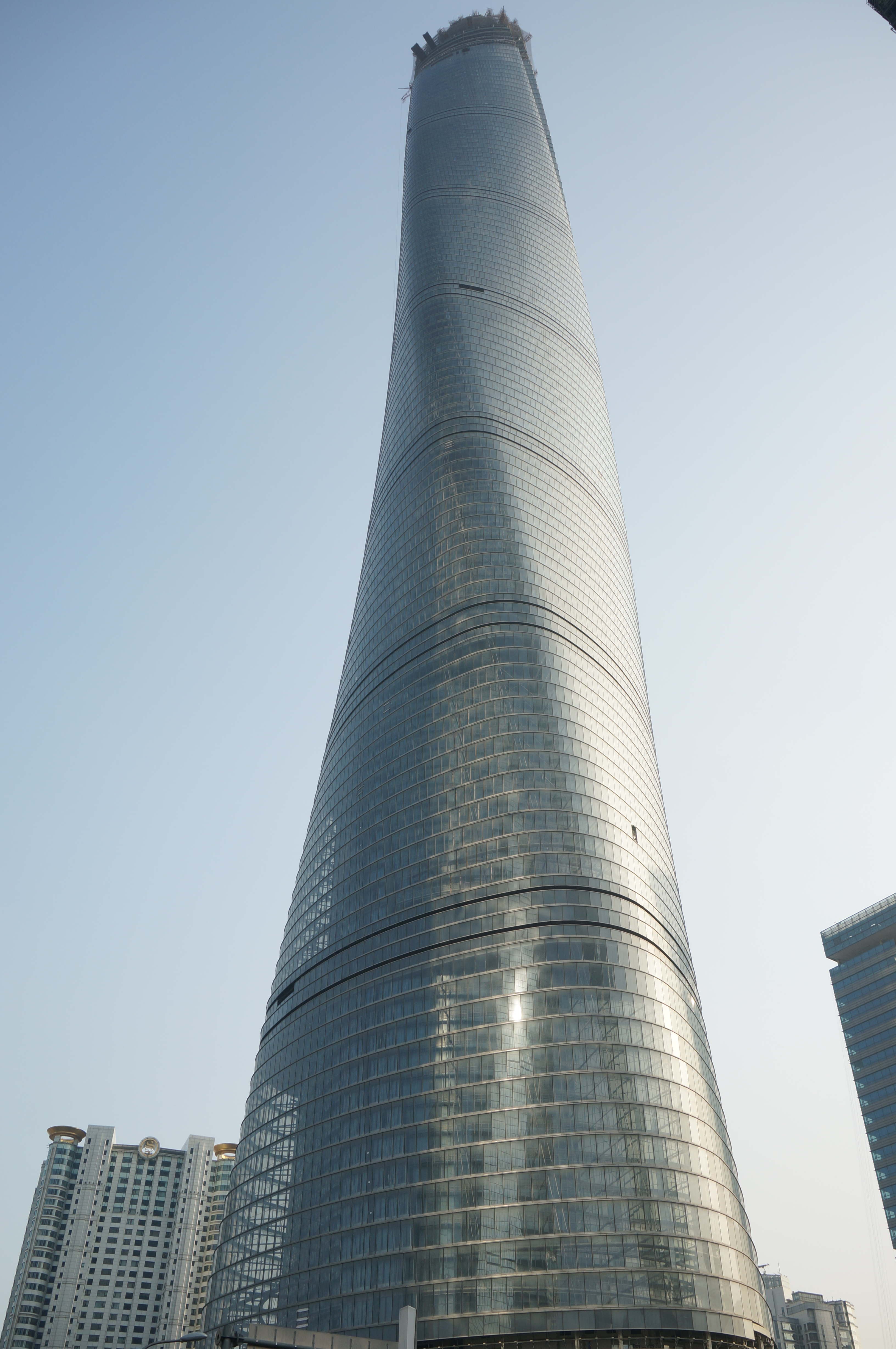
Shanghai Tower
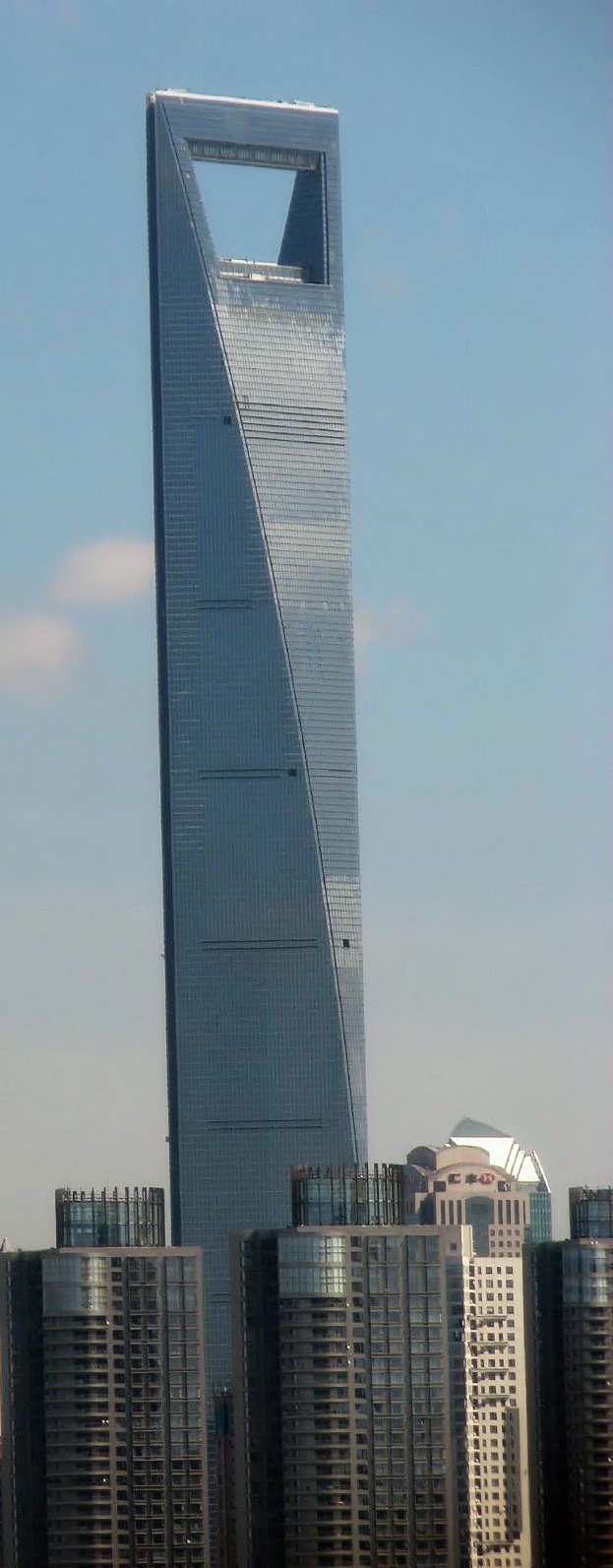
Shanghai World Financial Center
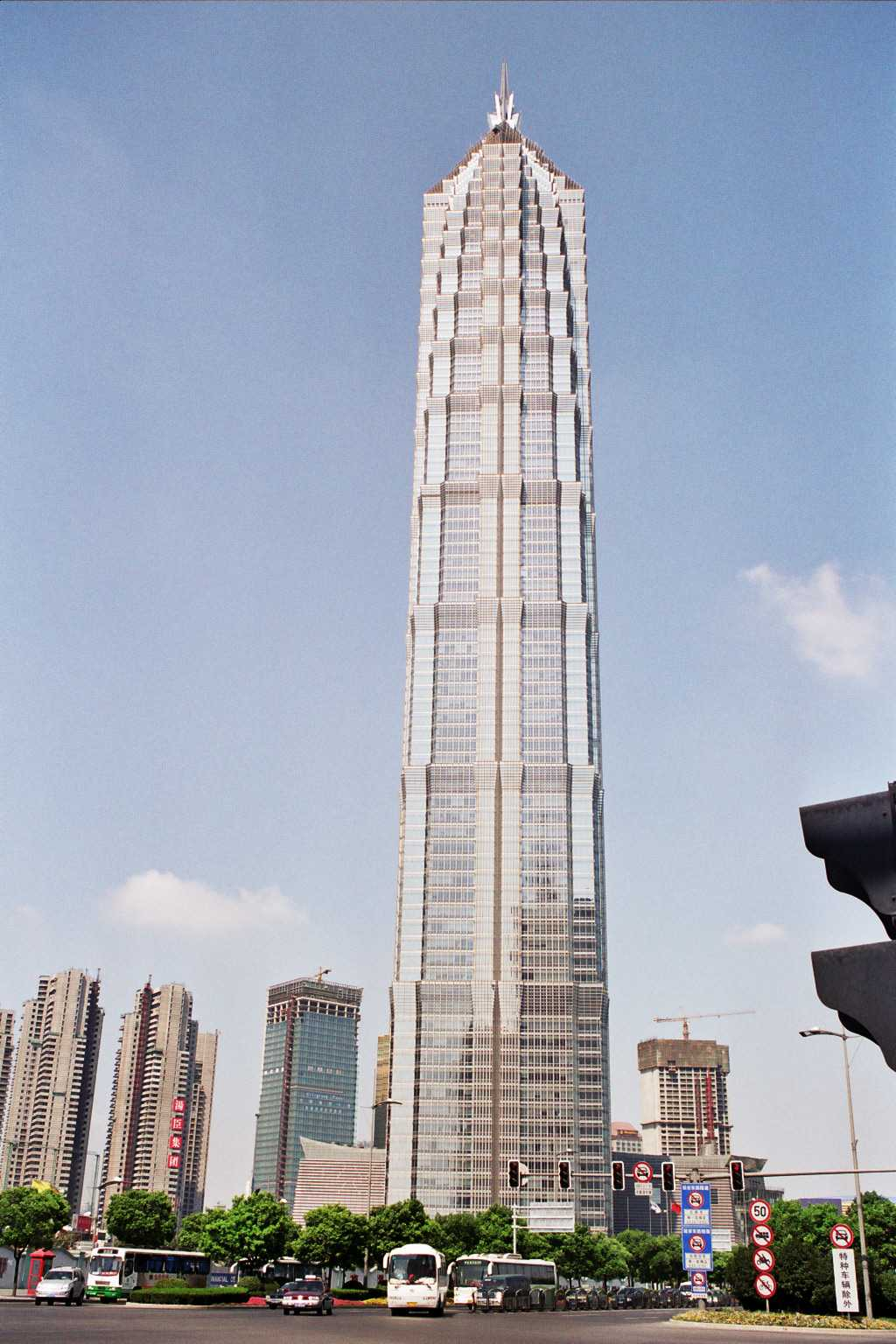
Jin Mao Tower
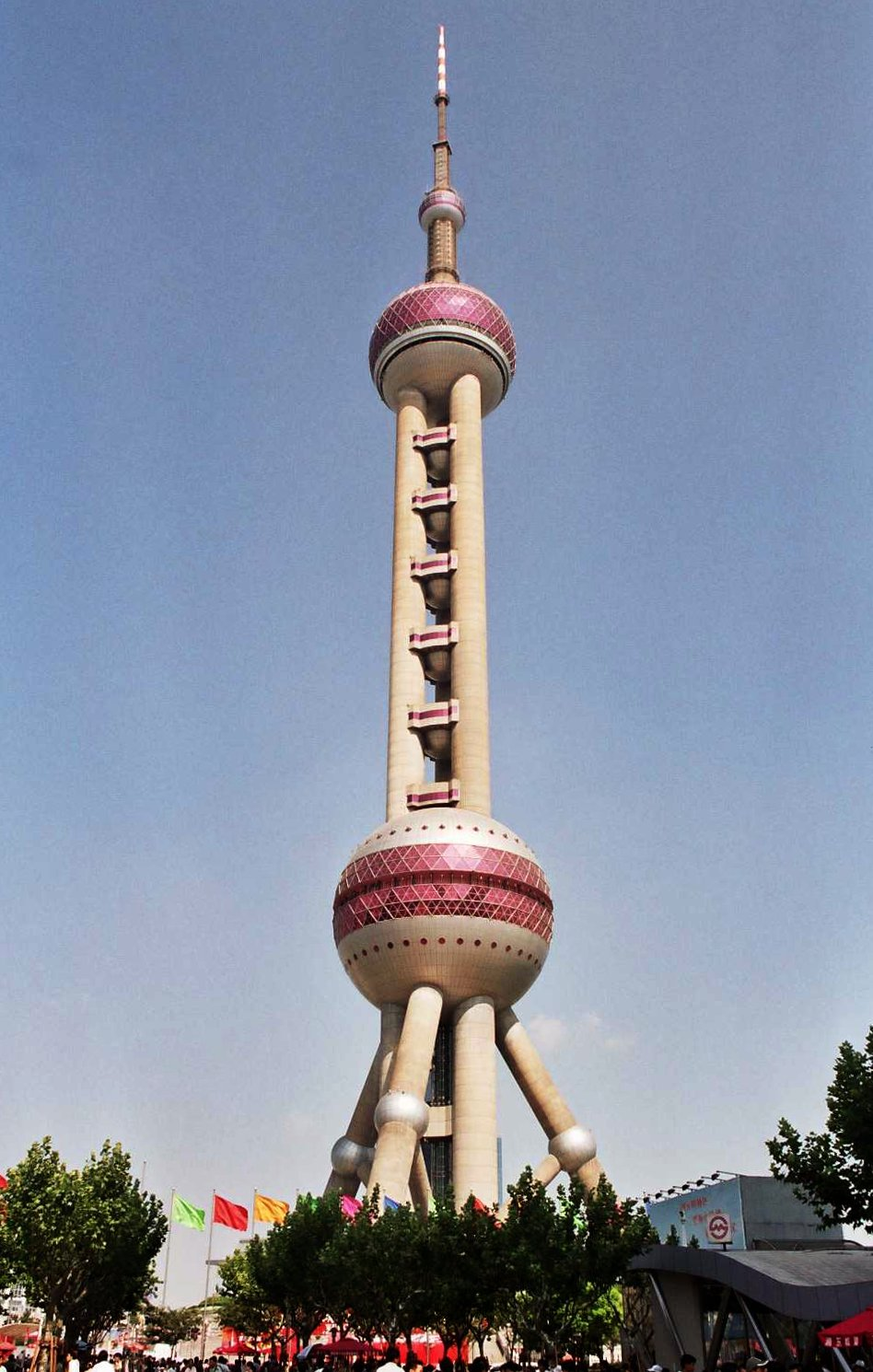
Fernsehturm „Perle des Ostens“
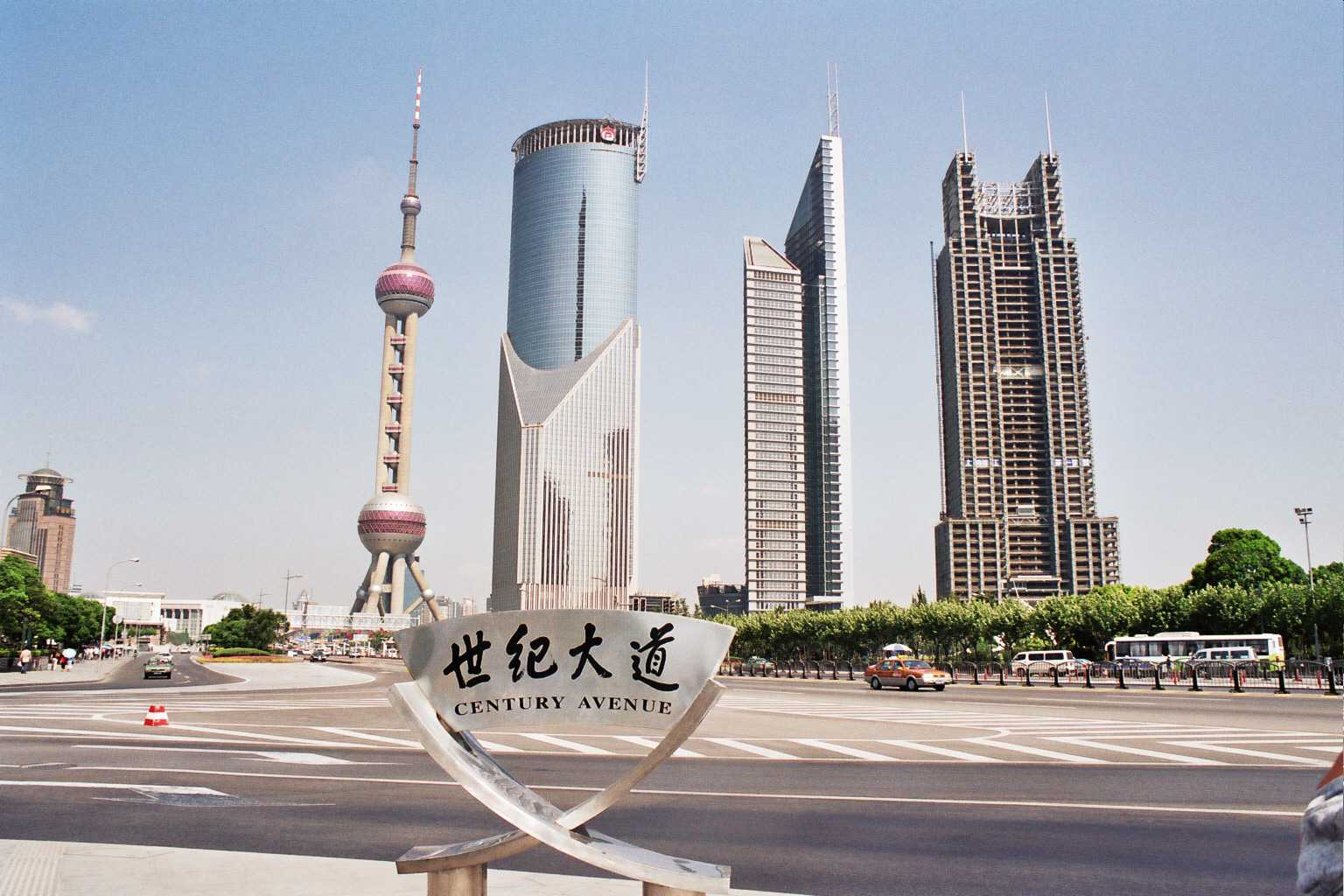
Century Avenue
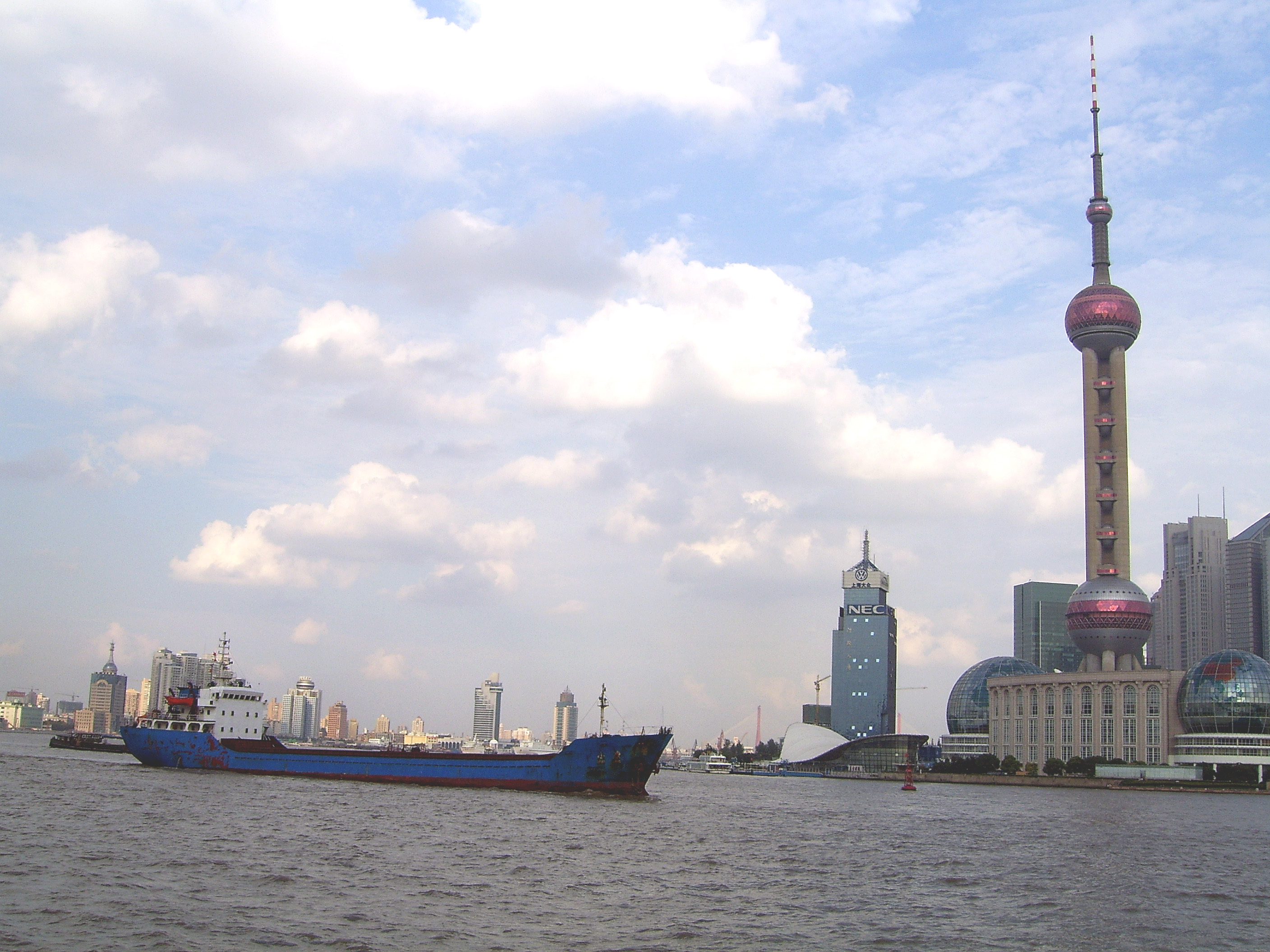
Blick vom Huangpu
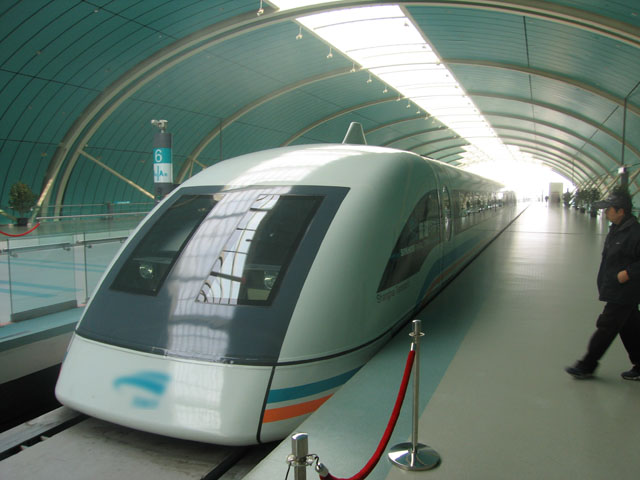
Transrapid
- Pudong bei Nacht (video)